# کژنووووگا ماوا
کژنووووگا ماوا (به لهستانی:  Krzynowłoga Mała) یک روستا در لهستان است که در گمینا کژنووووگا ماوا واقع شده‌است.
 کژنووووگا ماوا  ۵۲۰ نفر جمعیت دارد.